# Teoria Alphera-Bethego-Gamowa
Teoria Alphera-Bethego-Gamowa (zwana również teorią Alfa-Beta-Gamma) − pierwsza teoria kosmologiczna wyjaśniająca tworzenie się jąder pierwiastków we wczesnym gorącym Wszechświecie w procesie zwanym obecnie pierwotną nukleosyntezą. Została opublikowana w 1948 roku w Physical Review pod tytułem „The Origin of Chemical Elements”. Jej twórcami, według zgłoszenia publikacji mieli być Ralph Alpher, Hans Bethe i George Gamow. Teoria była pierwszą opisującą zjawisko powstawania pierwiastków po Wielkim Wybuchu, określanym obecnie jako pierwotna nukleosynteza. 
Zakładała istnienie tuż po Wielkim Wybuchu wyłącznie neutronów, z których część rozpadła się na protony i elektrony, gdy temperatura spadała. W wyniku wychwytywania neutronów przez protony i utworzone jądra atomowe powstawały kolejne jądra wszystkich pierwiastków. Nietrwałe jądra rozpadały się, tworząc ostateczny skład pierwiastków we Wszechświecie. Wysuwała również hipotezę istnienia promieniowania reliktowego. Teoria niepoprawnie wyjaśniała powstawanie jąder atomowych o liczbie masowej większej niż 8, które wg obecnej wiedzy nie powstały w wyniku pierwotnej nukleosyntezy, ale później w gwiazdach.
Hans Bethe w rzeczywistości nie był współautorem; jego nazwisko zostało dodane przez Gamowa jako żart (skojarzenie z pierwszymi literami greckiego alfabetu).